# Muntanya Afrodísia
La muntanya Afrodísia (en grec Αφροδίσιο) és al Peloponès, a la frontera entre les prefectures d'Acaia i Arcàdia, a Grècia. El pic més alt se'n coneix com a Mavri Vrisi i arriba a 1.445 metres; es troba entre el poble ara abandonat de Dehouni de l'antic districte de Kalàvrita i Kontovàzaina de l'antiga província de Gortina.
La muntanya deu el seu nom a la dea olímpica Afrodita, que fou adorada en l'àrea amb el nom local d'Erikini. Les ruïnes d'un santuari de la dea són a prop d'un dels pics de les muntanyes, a uns 4 km al nord-est de Kontovàzaina. Les ruïnes se'n descobriren al 1967, just sota el cim de la muntanya, a prop de la posterior església d'Àgios Petros.
La muntanya està coberta en gran part per grèvol i vegetació baixa, tret dels vessants del nord-est, a prop del poble de Nasia, on s'estén un bosquet compost sobretot per castanyers, roures i cornus antics, anomenat Barbus. A la mateixa àrea, a uns 3 km a l'oest del poble de Dafne, als afores de Korakofolia, a l'extrem est d'Afrodísia, domina el monestir romà d'Orient de dones Evangelistria, que és un punt de referència i un important monument historicoreligiós.